# 中村健一
中村 健一（なかむら けんいち、1947年 - ）は、日本の実業家。中村留精密工業代表取締役社長や、日本工作機械工業会会長、精密工学国際会議（ICPE）実行委員長などを歴任した。精密工学会フェロー。精密工学会賞受賞。石川県出身。

## 人物・経歴
- 1969年　駒澤大学経済学部卒業。
- 1971年　中村留精密工業入社。
- 1988年　中村留精密工業代表取締役社長。
- 1995年　石川県職業能力開発協会会長。
- 1997年　石川県教育委員会教育委員。
- 2000年　石川県発明協会会長。
- 2004年　画期的な複合加工機の上市や、自動加工システムの開発などが評価され、藍綬褒章受章。
- 同年　北陸銀行監査役。
- 2005年　日本工作機械工業会会長就任。（3期6年）
- 2011年　日本工作機械工業会副会長。
- 2012年　中村留ホールディング代表取締役社長。
- 2013年　精密工学会フェローの称号を受ける。
- 2014年　第15回精密工学国際会議（ICPE2014）実行委員長。
- 2017年　精密工学会賞受賞[1][2][3]。
- 同年　旭日中綬章受章[4]。
- 2018年　北陸経済連合会常任理事[5]。